# Giuliano Sonzogni
Giuliano Sonzogni (Zogno, 2 febbraio 1949) è un allenatore di calcio italiano.

## Biografia
Nato e cresciuto a Zogno, nella bassa val Brembana, si è diplomato geometra e ha conseguito tre lauree in lingue, sociologia e pedagogia, valevoli il soprannome di Professore, chiamato così anche per il suo passato di insegnante di francese alla scuola media e superiore, e per il modo di spiegare il suo credo calcistico. Convinto anticonformista e per questo decisamente fuori dagli schemi (si muove solo in bicicletta e con un vecchio Maggiolino), fortemente avverso al telefono cellulare, al matrimonio e alle mode, dal carattere esigente e fumantino (ha litigato spesso con presidenti e dirigenti) ma preciso e schietto, è diventato celebre il suo rifiuto alla proposta di Giampiero Boniperti di allenare la Primavera della Juventus, stracciando davanti al presidente bianconero il contratto di tre mesi con l'opzione triennale e di un miliardo lordo. 

## Caratteristiche tecniche
Da calciatore era una mezz'ala. Da allenatore, si è dichiarato sostenitore della zona da lui definita "pura" di Arrigo Sacchi e di Zdeněk Zeman (prediligendo il modulo 4-4-2) e conseguentemente del gioco offensivo e spettacolare (comprensivo di continui capovolgimenti di campo) che ha contraddistinto le squadre da lui allenate, in particolare la Virescit Bergamo (paradossalmente fu esonerato dalla società bergamasca proprio per lo spettacolo espresso dalla sua squadra, e a dire della stessa società ciò costituiva un pericolo per le coronarie di dirigenti e tifosi), il Siracusa e il Cosenza.

## Carriera
Fa esperienza da giocatore e le prime da allenatore nella bergamasca e al nord Italia (Brembillese, Ponte San Pietro, dove è il primo giocatore-allenatore nei dilettanti, Zognese, Virescit Bergamo e la Primavera del Verona), ma le più formative sono state quelle al sud Italia, guidando in Serie C1 il Licata, la Salernitana (giunta al quinto posto nella classifica del campionato di serie C1 1992-93), il Siracusa dal 1993-94 quando alla seconda giornata di ritorno del campionato di Serie C1 (Siracusa-Avellino 1-0) subentra a Paolo Lombardo e conduce la squadra alla salvezza con la vittoria nei play-out contro il Nola, al campionato successivo in cui sfiorò la promozione in Serie B perdendo le semifinali play-off contro l'Avellino in una situazione societaria precaria in cui Sonzogni ha dovuto fare anche da dirigente e da presidente autogestendo a sue spese la squadra, che nonostante tutto viene ricordata non solo per l'impegno profuso in campo nonostante non ricevesse gli stipendi, ma anche per il gioco divertente e a memoria; e dopo lo svincolo causato dalla radiazione e dall'imminente fallimento della società aretusea, la Fidelis Andria in B nella stagione 1995-1996, venendo esonerato dopo la terz'ultima giornata dopo una pesante sconfitta per 5-1 contro il Pescara all'Adriatico. Segue una brevissima parentesi nel Gualdo (Serie C1 1996-97) finita anch'essa con l'esonero. Nella stagione 1997-1998 allena il Cosenza che vince il proprio girone ottenendo così il ritorno in B dopo un solo anno e dopo un testa a testa con la Ternana. Nella prima giornata del campionato cadetto 1998-99 la sua squadra conquista la vittoria per 2-1 in casa del Napoli, sfiorando pochi giorni dopo la doppia impresa di eliminare la Lazio dalla Coppa Italia passando in vantaggio all'Olimpico. Tuttavia dopo la dodicesima giornata Sonzogni viene esonerato, per ironia della sorte nuovamente dopo una sconfitta (sempre per 5-1) contro il Pescara stavolta vittorioso in trasferta al San Vito. Viene richiamato dal presidente Fabiano Pagliuso soltanto nel finale di stagione per salvare la formazione silana, riuscendoci dopo la vittoria per 2-0 in casa contro la già retrocessa Cremonese.
Nell'estate del 1999 viene ingaggiato dagli svizzeri del Lugano, club della Lega Nazionale A, allenando così per la prima volta una squadra estera, per poi lasciare a stagione in corso e tornare nel campionato italiano sostituendo Massimo Morgia sulla panchina del Palermo in C1. Nella prima stagione ottiene il sesto posto in campionato, mentre in quella seguente nonostante un campionato di vertice in concorrenza con il Messina, viene esonerato dal patron Franco Sensi a causa del calo di risultati che fanno scendere la squadra dal primo al secondo posto, e sostituito da Ezio Sella a due giornate dal termine (il 1º maggio 2001). La vittoria del campionato dei rosanero ottenuta all'ultima giornata contro l'Ascoli alla Favorita, grazie anche alla clamorosa sconfitta del Messina contro l'Avellino al Partenio, fu comunque attribuita in gran parte al tecnico di Zogno.
Continua a lavorare al meridione, in Campania, siedendo durante la stagione 2001-2002 sulla panchina dell'Avellino sempre in C1 prendendo il posto di Gaetano Auteri, ma per poco tempo perché nel giro di alcune settimane viene sollevato dall'incarico dalla società irpina che richiama Auteri. Nel 2002 è assunto dalla SPAL di Pagliuso, memore delle buone stagioni trascorse a Cosenza, dove rimane per due ulteriori campionati in C1; nel secondo viene esonerato dopo 5 sconfitte consecutive e prestazioni di gioco negative.
Dall'estate del 2005 è l'allenatore del Monza, squadra con la quale nella stagione 2005-2006 (da ripescata in C1) sfiora la promozione in Serie B, perdendo la finale play-off col Genoa (sconfitta 2-0 in casa, vittoria 1-0 in trasferta). Nella stagione successiva la squadra brianzola disputa un buon campionato frequentando le zone alte della classifica, e per il secondo anno di fila non riesce a sfatare il tabù dei play-off: dopo aver eliminato il Sassuolo nella semifinale play-off (0-1 a Monza, successo a Sassuolo per 4-2), fu sconfitto in finale dal Pisa (1-0 al Brianteo, 2-0 all'Arena Garibaldi).
In virtù del contratto che lo lega al Monza fino all'estate 2008, inizia la stagione nuovamente alla guida dei brianzoli, ma dopo le prime partite viene esonerato dalla società biancorossa e il suo posto viene preso da Giovanni Pagliari.
A dicembre 2008 viene richiamato per soccorrere la squadra caduta in zona retrocessione, prendendo il posto dell'esonerato Dario Marcolin. All'ultima giornata, grazie al 3-3 in casa del Lumezzane, riesce ad ottenere la salvezza.
Nella stagione 2009-2010 torna ad allenare al sud e precisamente il Siracusa neopromosso in Seconda Divisione insieme al vice Carmelo La Spada, suo giocatore sempre nel Siracusa negli anni novanta. A tre giornate dalla fine del campionato, dopo la sconfitta in trasferta contro il Manfredonia per 2-0, viene esonerato dalla società che affida l'incarico all'allenatore della Berretti Marco Pizzo, con la squadra comunque quinta in classifica. A fine campionato, sebbene sia stato mancato l'obiettivo play-off, i dirigenti aretusei tornano sui loro passi e gli ridanno la panchina ma solo per mantenere in allenamento la squadra fino al 30 giugno, data ufficiale di fine stagione e in alcuni casi di fine contratto, compreso quello di mister Sonzogni che non ha rinnovato il suo rapporto professionale con il Siracusa. Tuttavia nello stesso periodo tenta di rilevare la società azzurra insieme a una cordata di imprenditori bergamaschi. 
Le ultime squadre allenate sono state l'Alessandria, nella stagione di Lega Pro Seconda Divisione 2011-2012, subentrando nel mese di ottobre ad Alessio De Petrillo e lasciando la squadra a fine torneo; nella stagione 2012-2013 i bulgari del Botev Vratsa, militante nella serie A bulgara, con la squadra che colleziona cinque sconfitte in altrettante gare di campionato (16 reti subite e una fatta), bilancio che costa all'allenatore zognese un ulteriore esonero; e nel 2014 il Ciliverghe Mazzano, squadra dilettantistica del bresciano. 
Nei periodi di pausa e specialmente dopo aver concluso l'ultima esperienza da allenatore, vive tra Siracusa, città dove abita dal 1994 ed a cui è molto legato non solo per motivi calcistici, e il suo paese natale.

## Palmarès

### Giocatore

#### Competizioni regionali
- Promozione: 1

Ponte San Pietro: 1982-1983
- Prima Categoria: 2

Brembillese: 1977-1978
Ponte San Pietro: 1978-1979

### Allenatore

#### Competizioni nazionali
- Campionato italiano Serie C1: 2

Cosenza: 1997-1998
Palermo: 2000-2001